# Photo-Paint
Corel Photo-Paint — растровый графический редактор, разработанный канадской корпорацией Corel. Corel Photo-Paint не имеет такой популярности, как Adobe Photoshop, но сопоставим с ним по техническим возможностям.
Продукт не продаётся отдельно, а идёт как дополнение к программе CorelDRAW в программном пакете «CorelDRAW Graphics Suite».